# آرتور کی (موسیقی‌دان)
آرتور کی (انگلیسی: Arthur Kay; ۱۶ ژانویه ۱۸۸۲ – ۱۹ دسامبر ۱۹۶۹) رهبر ارکستر، آهنگساز، تنظیم‌کننده و نوازنده ویولن سل اهل آلمان-ایالات متحده آمریکا بود.

## موسیقی فیلم
- آخرین موهیکان, ۱۹۲۰.
- سیرک, ۱۹۲۸.
- دختر شهری, ۱۹۳۰.
- مسیر بزرگ, ۱۹۳۰.
- بیل سفیر کبیر, ۱۹۳۱.
- روح زنده, ۱۹۳۴.
- جوان و زیبا, ۱۹۳۴.
- بیگ شو, ۱۹۳۶.
- بربادرفته, ۱۹۳۹.
- ویکتور هربرت بزرگ, ۱۹۳۹.
- همشهری کین, ۱۹۴۱.
- راپسودی در بلو, ۱۹۴۵.